# Энергия температурного градиента морской воды
Энергия температурного градиента морской воды (англ. Ocean Thermal Energy Conversion) — один из видов возобновляемой энергии, позволяющий получать электроэнергию, используя разницу температур на поверхности и глубине мирового океана.

## Принцип работы

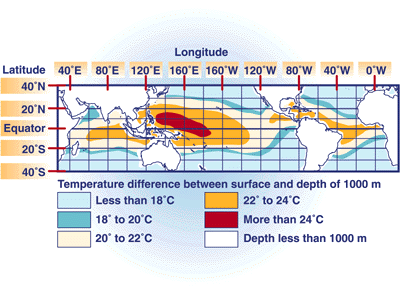
Разница температур на поверхности и глубине в разных частях океана

Основной задачей устройств, основанных на энергии температурного градиента морской воды, является получение человечеством необъятной солнечной энергии, аккумулируемой мировым океаном. Расчеты показывают, что за счет вертикальной разности температур тропического океана, вовлекая в процесс преобразования 5 % энергии от солнечного излучения на площади 4х10^13м². можно стабильно обеспечить генерирующие мощности на 10 000ГВт.

## История
Вертикальный температурный градиент тропического океана для получения электроэнергии впервые предложил использовать французский ученый Д’Арсонваль в 1881 году.
Ученик Д’Арсонваля Жорж Клод построил в 1930 г. первую работающую установку по получению электроэнергии из океана на Кубе мощностью 22кВт.
В 1930 г. Никола Тесла занимался изучением этой темы. И хотя он был сильно воодушевлен идеей подобного получения электроэнергии, в итоге он пришел к выводу, что технический уровень его эпохи затруднял скорое продвижение в этом направлении.
В 1956 г. французские ученые разработали проект 3 МВт электростанции для работы в районе Кот-д’Ивуара. Однако проект не был реализован. Дешёвая нефть в 1950 гг. позволяла строить электростанции на ископаемых видах топлива значительно дешевле.
В 1962 г. Г.Андерсон, работая над усовершенствованием моделей Клода, изобрел станцию закрытого цикла.
США вплотную занялись исследованиями проектов океанских электростанций в 1974 г., когда была основана лаборатория на Гавайях. Лаборатория стала одним из крупнейших мировых центров по разработке и тестированию различных способов получения энергии морского градиента. Кроме того, географически Гавайи являются одним из наиболее идеальных мест для использования подобных электростанций.
Япония внесла наибольший вклад в развитие теории и практики систем по получению энергии морского градиента. В 1970 гг. компания Токио Электрик Поуэр Компани разработала и построила 100 кВт электростанцию закрытого типа в Науру. Пущенная в строй в 1981 г. электростанция производила около 120 кВт электроэнергии, из которых 90 кВт использовалось для нужд самой станции. Оставшееся электричество использовалось для питания школы и других объектов в Науру. Этот объект поставил рекорд по реальному использованию энергии морского градиента.
Индия широко занимается исследованиями в данной области. Разрабатывается первая такая индийская электростанция мощностью 1 МВт для работы недалеко от штата Тамилнад.

## Основные модели

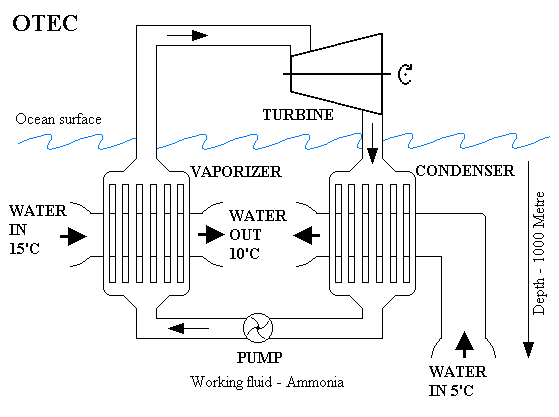
Схема электростанции закрытого типа

- Открытого типа
- Закрытого типа
- Комбинированные